# Diocesi di Laodicea Combusta
La diocesi di Laodicea Combusta (in latino Dioecesis Laodicensis Combusta) è una sede soppressa e sede titolare della Chiesa cattolica.

## Storia
Laodicea Combusta, identificabile con le rovine nei pressi di Yorgan Ladik nella provincia turca di Konya, è un'antica sede episcopale della provincia romana della Pisidia nella diocesi civile di Asia. Faceva parte del patriarcato di Costantinopoli ed era suffraganea dell'arcidiocesi di Antiochia.
La diocesi è documentata nelle Notitiae Episcopatuum del patriarcato di Costantinopoli fino al XII secolo.
Sono diversi i vescovi attribuiti a questa antica diocesi. Il primo è Eugenio, conosciuto per una lunga epigrafe scoperta sul sito dell'antica Laodicea Combusta e già nota ai tempi di Michel Le Quien, il quale tuttavia attribuiva questo vescovo alla sede di Laodicea di Frigia. Molte sono le informazioni su Eugenio desumibili dall'epigrafe: nacque negli ultimi decenni del III secolo e il suo nome completo era Marco Giulio Eugenio; figlio di un curiale, prestò servizio come amministrativo negli uffici del governatore della Pisidia; era sposato con Flavia Giulia Flaviana, appartenente al rango senatoriale; in quanto cristiano subì la persecuzione ordinata dall'imperatore Massimino Daia nel 312; per mantenere la propria fede abbandonò volontariamente il posto di lavoro e dopo qualche tempo, attorno al 315, venne eletto vescovo di Laodicea, ufficio che esercitò per 25 anni, durante il quale riedificò la cattedrale, distrutta durante le persecuzioni.
Un'iscrizione funeraria, scoperta una decina di chilometri ad est di Laodicea Combusta e databile al IV secolo, menziona il vescovo Agatone, la cui epigrafe venne redatta dal fratello Aurelio e dalla sua famiglia. Un'altra iscrizione funeraria, riferibile al IV secolo, riferisce di Domna, figlia del vescovo Ermogene, che fece erigere un monumento funebre per il marito Antonio; tuttavia l'assenza di elementi cristiani rende ipotetico il carattere cristiano di questa iscrizione.
Un lungo epitaffio metrico scoperto a Laodicea Combusta riporta i nomi di due vescovi eterodossi della setta dei saccofori, Severo ed Eugenio II, vissuti probabilmente nel IV secolo; alcuni autori hanno identificato questo Eugenio con l'omonimo Eugenio I.
Le fonti letterarie menzionano altri quattro vescovi di Laodicea Combusta. Ammonio fu tra i più accaniti sostenitori della deposizione di Giovanni Crisostomo dalla sede patriarcale di Costantinopoli (404). Messalino fu rappresentato al concilio di Calcedonia del 451 dal corepiscopo Adelo. Teodoro intervenne al secondo concilio di Costantinopoli nel 553. Conone prese parte al concilio detto in Trullo nel 692. Epifanio, all'inizio del X secolo, non riconobbe il terzo matrimonio di Leone VI il Saggio e nel 907, assieme ad Areta di Cesarea, si rifiutò di prendere parte al banchetto nuziale.
Dal 1933 Laodicea Combusta è annoverata tra le sedi vescovili titolari della Chiesa cattolica; il titolo finora non è mai stato assegnato.

## Cronotassi dei vescovi greci
- Eugenio I † (circa 315 - circa 340 deceduto)
- Agatone † (IV secolo)
- Ermogene ? † (IV secolo)
  - Severo † (IV secolo ?) (vescovo eterodosso)
  - Eugenio II † (IV secolo ?) (vescovo eterodosso)
- Ammonio † (menzionato nel 404)
- Messalino † (menzionato nel 451)
- Teodoro † (menzionato nel 553)
- Conone † (menzionato nel 692)
- Epifanio † (prima del 906 circa - dopo il 907)